# Japonské vzdušné síly sebeobrany
Japonské letecké síly sebeobrany (japonsky 航空自衛隊 Kókú džieitai) je letecká složka Japonských sil sebeobrany zodpovědná za obranu japonského vzdušného prostoru a ostatních leteckých operací. Dále provádí hlídkové lety okolo Japonska a zároveň udržuje rozsáhlou síť pozemních a vzdušných radarových systémů
včasného varování. Letectvo provozuje i akrobatický tým známý jako Blue Impulse a také bylo v poslední době zapojeno do zajišťování transportu mírových misí OSN.
V roce 2018 v letectvu sloužilo okolo 49 913osob, k roku 2020 provozovalo 740 letadel, ze kterých 330 bylo stíhacích.
Vlastními podpůrnými leteckými složkami disponují i námořní a pozemní síly Japonska, které se tak v současnosti řadí na celosvětově páté místo co do počtu provozovaných vojenských letadel.

## Přehled letecké techniky
Tabulka obsahuje přehled letecké techniky japonského letectva podle Flightglobal.com.
| Název                             | Fotografie     | Původ              | Určení                                     | Verze                      | Ve službě      | Poznámky |                |
| Bojové letouny                    | Bojové letouny | Bojové letouny     | Bojové letouny                             | Bojové letouny             | Bojové letouny | Bojové letouny | Bojové letouny |
| --------------------------------- | -------------- | ------------------ | ------------------------------------------ | -------------------------- | -------------- | --- | -------------- |
| Mitsubishi F-2                    |                | Japonsko           | víceúčelový bojový letoundvoumístný letoun | F-2AF-2B                   | 6219           | |                |
| McDonnell F-4 Phantom II          |                | USA                | stíhací bombardér/průzkumný letoun         | F-4EJ/RF-4EJ               | 71             | již vyřazen z letectva |                |
| McDonnell Douglas F-15 Eagle      |                | USA                | záchytný stíhací letoundvoumístný letoun   | F-15JF-15DJ                | 15545          | |                |
| Lockheed Martin F-35 Lightning II |                | USA                | víceúčelový bojový letoun                  | F-35A                      | 4              | Typ zatím nedosáhl počáteční operační schopnosti a všechny japonské exempláře jsou dislokovány na Lukeově letecké základně v USA, kde slouží k výcviku. Dalších 38 objednaných kusů bude sestaveno z dodaných součástí v továrně společnosti Mitsubishi Heavy Industries v Nagoji. |                |
| Speciální letouny                 |                |                    |                                            |                            |                | |                |
| Boeing 767                        |                | USA                | AWACS                                      | E-767                      | 4              | |                |
| Boeing KC-767                     |                | USA                | letoun pro tankování paliva za letu        |                            | 4              | |                |
| Kawasaki C-1                      |                | Japonsko           | elektronický boj                           | C-1EW                      | 1              | |                |
| Grumman E-2 Hawkeye               |                | USA                | AWACS                                      | E-2C/D                     | 13             | Objednány další 4 kusy. |                |
| Hawker 800                        |                | Spojené království | pátrání a záchrana/námořní hlídkový letoun | U-125A                     | 27             | |                |
| Lockheed KC-130 Hercules          |                | USA                | letoun pro tankování paliva za letu        | KC-130H                    | 1              | |                |
| NAMC YS-11                        |                | Japonsko           | elektronický boj                           | YS-11EW                    | 4              | |                |
| Dopravní a transportní letouny    |                |                    |                                            |                            |                | |                |
| Gulfstream IV                     |                | USA                | business jet/spojovací letadlo             |                            | 5              | |                |
| Kawasaki C-1                      |                | Japonsko           | taktický transportní letoun                |                            | 22             | |                |
| Kawasaki C-2                      |                | Japonsko           | střední transportní letoun                 |                            | 1              | Objednáno dalších 19 kusů. |                |
| Lockheed C-130 Hercules           |                | USA                | taktický transportní letoun                | C-130H                     | 14             | |                |
| NAMC YS-11                        |                | Japonsko           | dopravní letoun                            |                            | 2              | |                |
| Vrtulníky                         |                |                    |                                            |                            |                | |                |
| Boeing CH-47 Chinook              |                | USA                | těžký transportní vrtulník                 | CH-47J                     | 17             | |                |
| Sikorsky UH-60 Black Hawk         |                | USA                | transportní vrtulník                       | S-70/UH-60J                | 41             | Objednáno dalších 34 kusů. |                |
| Cvičná letadla                    |                |                    |                                            |                            |                | |                |
| Beechjet 400                      |                | USA Japonsko       | proudový cvičný letoun                     | Beechjet 400T/T-1A Jayhawk | 13             | |                |
| Fuji T-3                          |                | Japonsko           | letoun pro základní výcvik                 | T-3Kai                     | 48             | |                |
| Kawasaki T-4                      |                | Japonsko           | proudový cvičný letoun                     |                            | 201            | |                |
| NAMC YS-11                        |                | Japonsko           | cvičný dopravní letoun                     |                            | 2              | |                |

## Fotogalerie

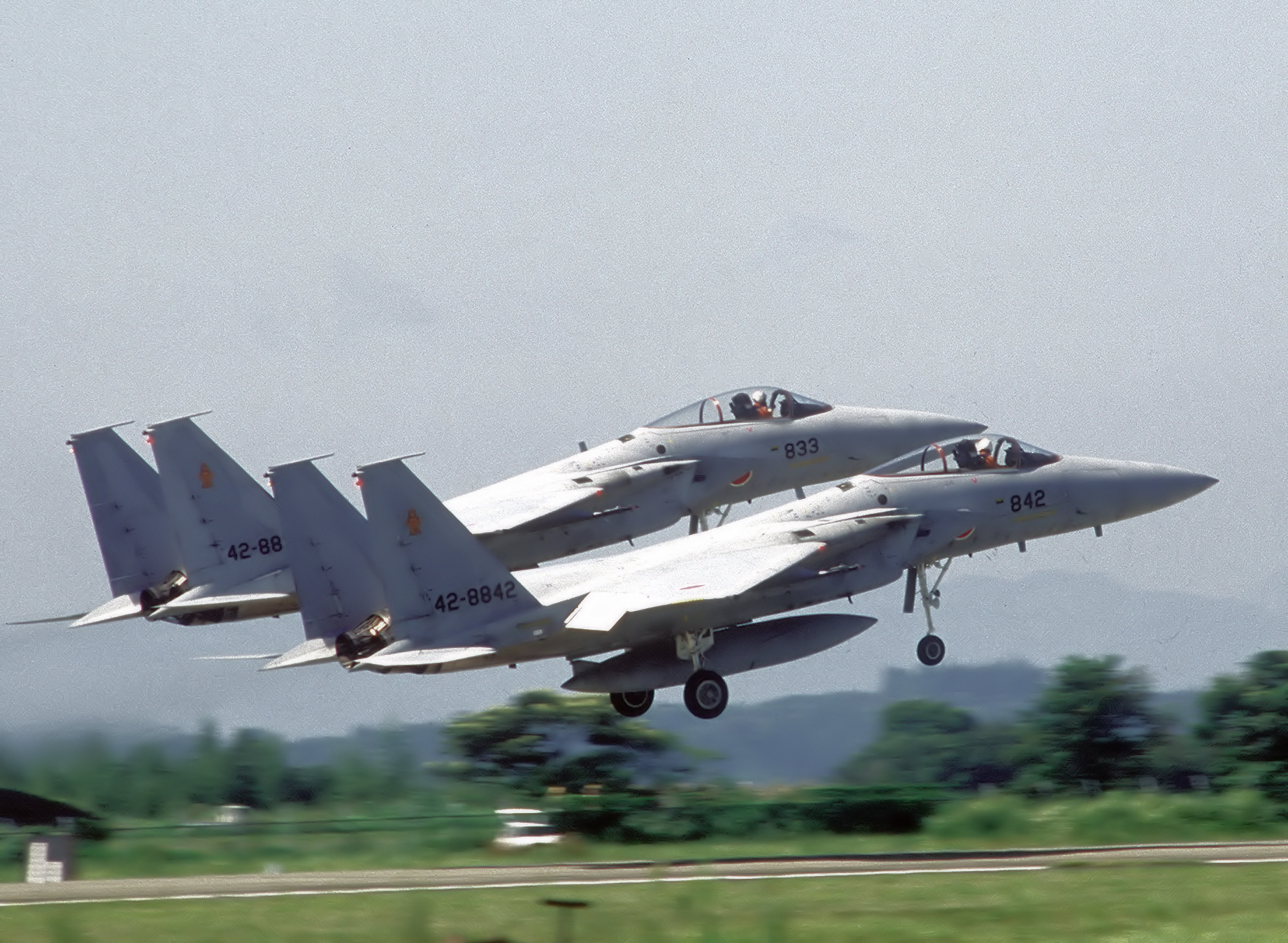
Stíhačky F-15J
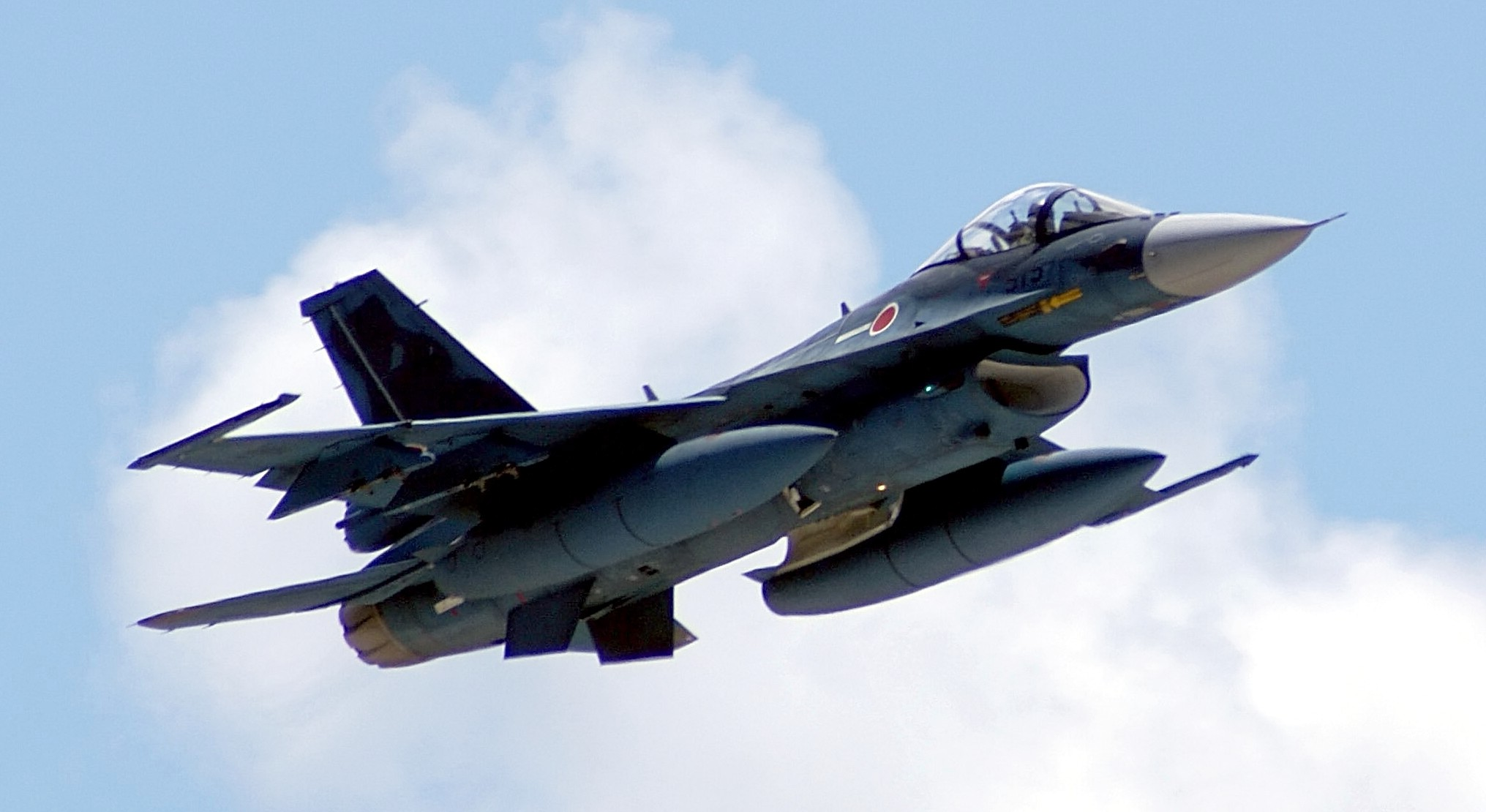
Mitsubishi F-2 při vzletu z americké Andersenovy základny na ostrově Guam
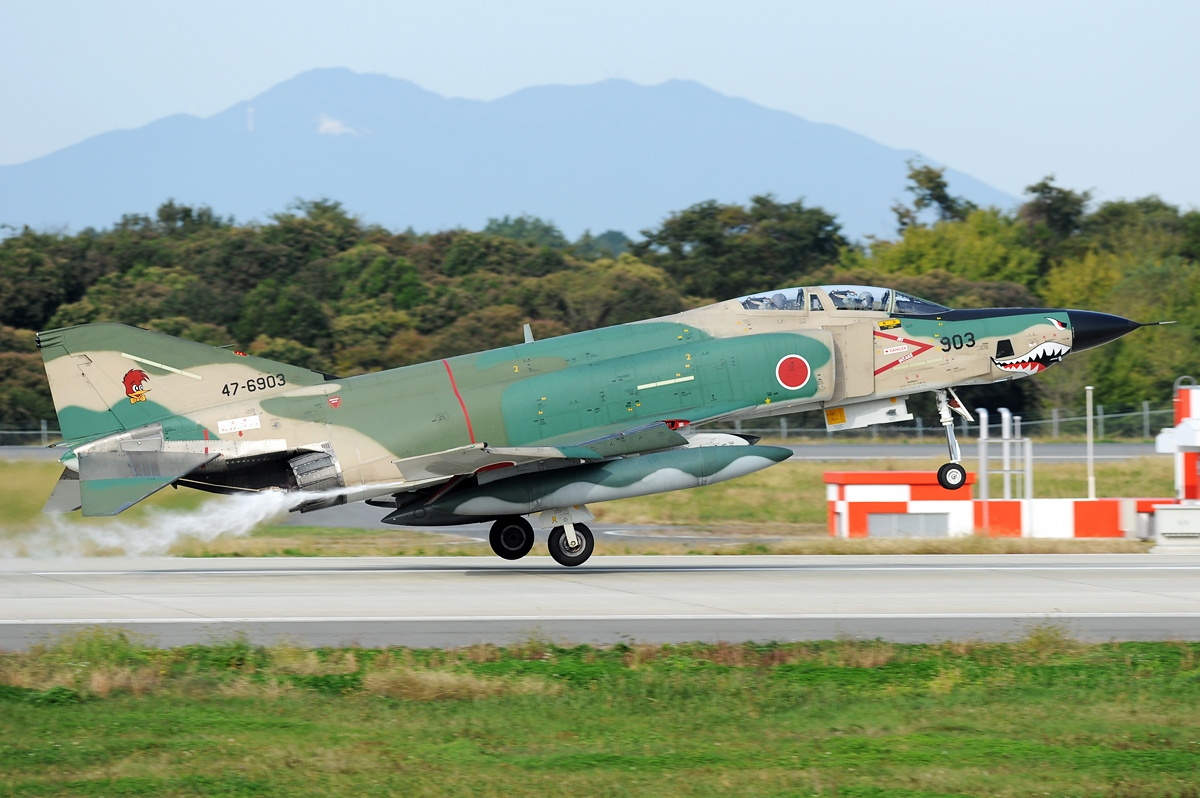
Průzkumný RF-4EJ Phantom II
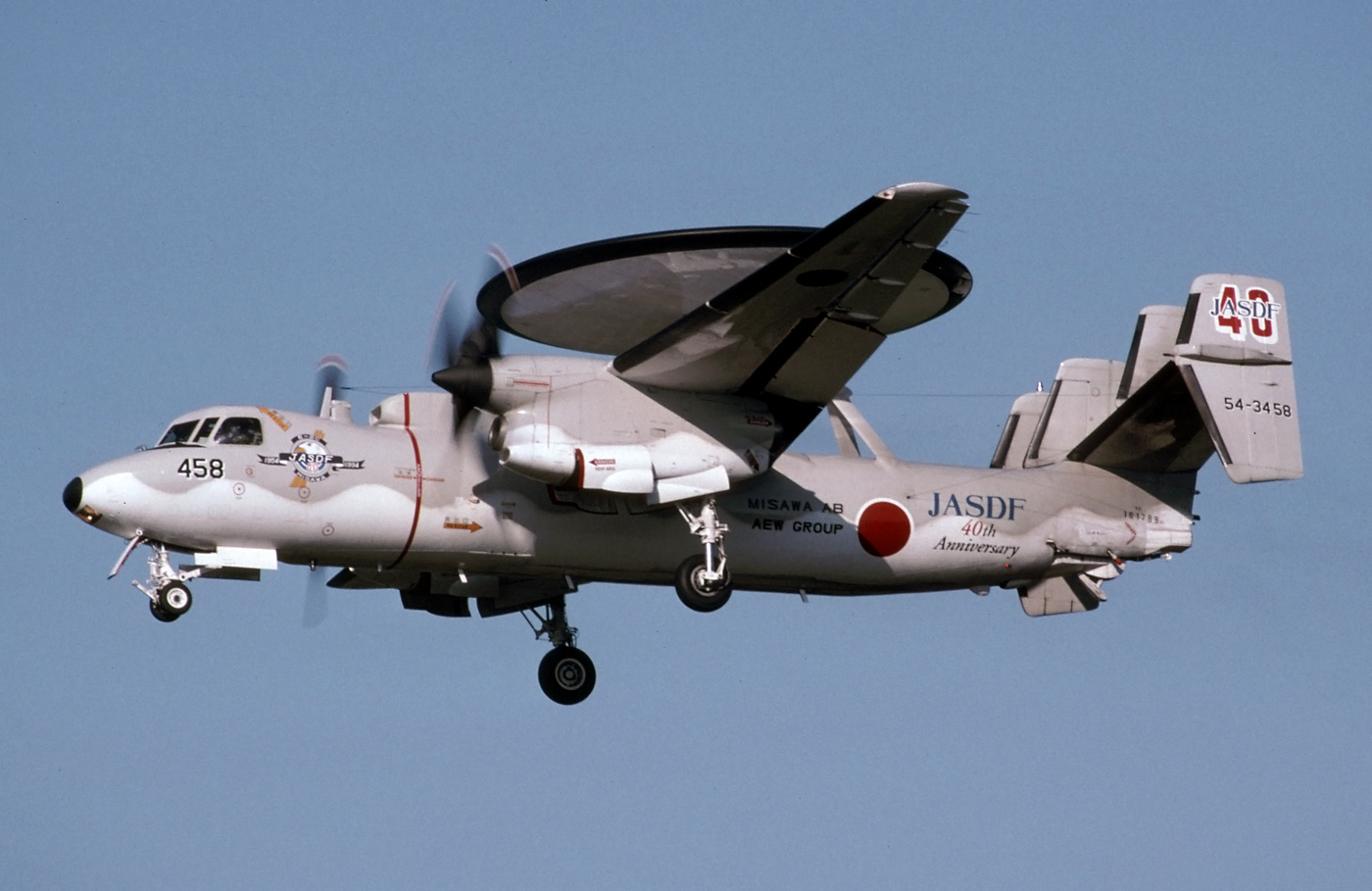
Letoun včasné výstrahy E-2C Hawkeye
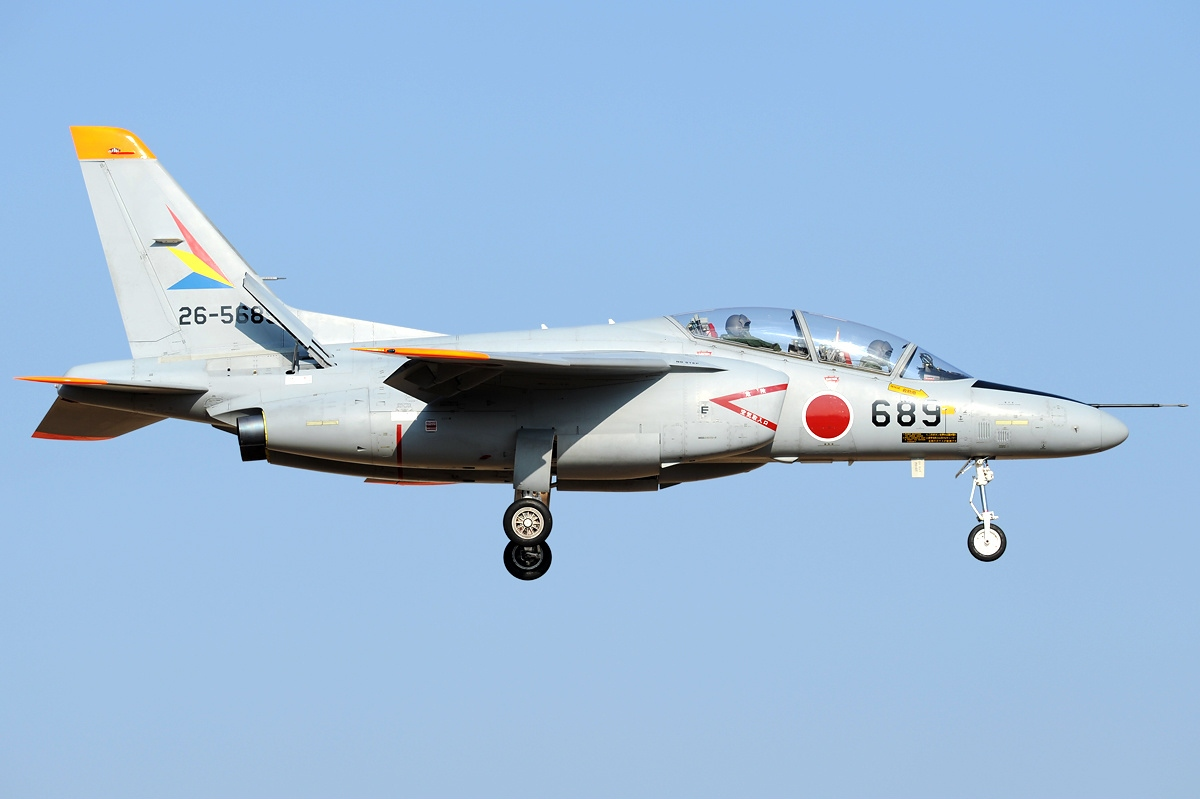
Cvičný letoun Kawasaki T-4
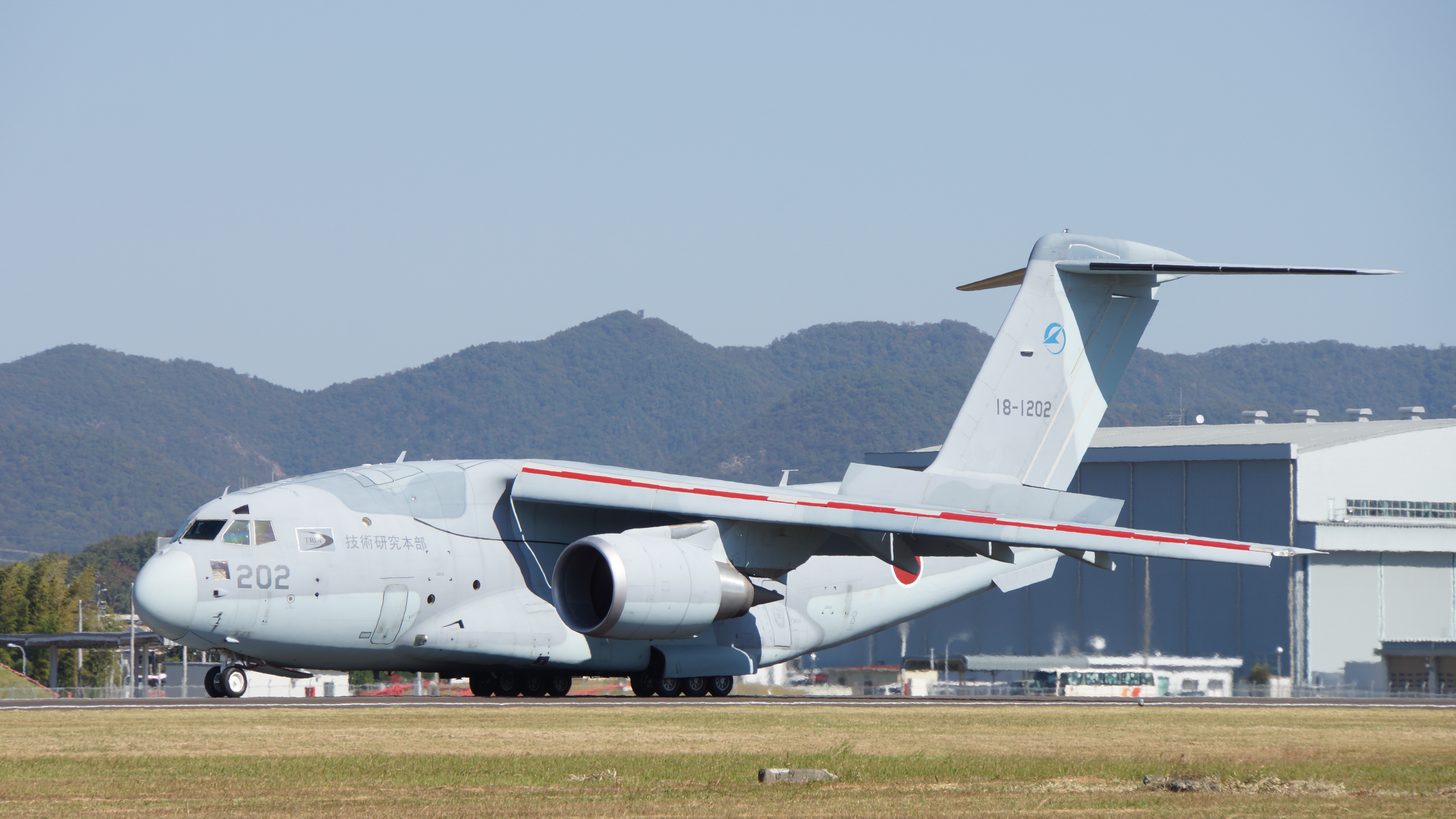
Transportní Kawasaki C-2 na letecké základně v Gifu
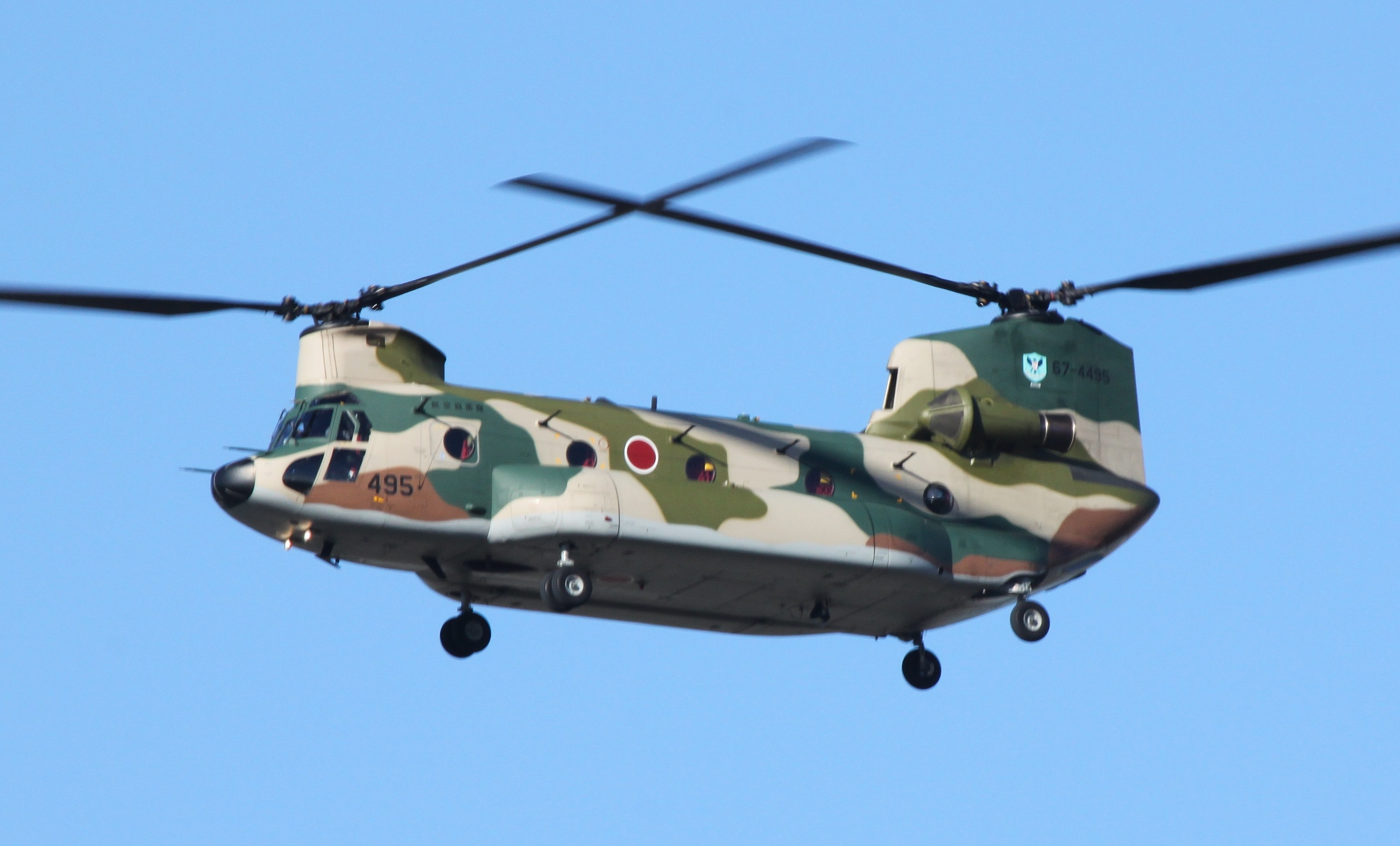
Transportní vrtulník CH-47J Chinook